# Barberino Val d’Elsa
Barberino Val d’Elsa település Olaszországban, Toszkána régióban, Firenze megyében. Lakosainak száma 4359 fő (2018. január 1.). Barberino Val d’Elsa Castellina in Chianti, Montespertoli, Poggibonsi, Tavarnelle Val di Pesa, Certaldo és San Gimignano községekkel határos.

## Népesség
A település népességének változása:

| 2018 | 4 359 |